# 제씨 (영화)
《제씨》(영어: Jesse)은 1988년에 개봉한 미국의 영화이다.

## 출연
- 리 레믹 - 제씨
- 스코트 윌슨 - 샘
- 케빈 콘웨이 - 켄
- 앨버트 서미 - 빌
- 리처드 마르쿠스 - 버틀러

## 한국판 성우진(KBS)
- 김정미 - 제씨(리 레믹)
- 김세한 - 샘(스코트 윌슨)
- 김태연 - 켄(케빈 콘웨이)
- 문영래 - 빌(앨버트 서미)
- 김정호 - 버틀러(리처드 마르쿠스)
- 장광 - 클로드(데이브 아담스) / 홀랜드(제이스 켄트)
- 유영환 - 해리스(리처드 글로버)
- 이봉준 - 아담스(리처드 어드만)
- 전기병 - 벳시(라일라 레비스) / 매기(프리실라 로페즈)
- 임은정 - 매기(에이미 맥켄지)
- 장승길 - 그레인저(헨리 켄드릭) / 버틀러의 상관(메이컨 맥캘먼)